# Tweekamerstelsel

eenkamerstelsel
eenkamerstelsel en een adviesorgaan
tweekamerstelsel
geen parlement
geen data

Een tweekamerstelsel (ook wel tweekamersysteem, bicameralisme of bicamerisme) is een systeem waarbij de wetgevende macht bestaat uit twee kamers of huizen. De eerste kamer of het hogerhuis wordt ook wel de senaat genoemd. De tweede kamer ook wel het lagerhuis.
De ideeën waarop het tweekamerstelsel is gebaseerd, komen van theorieën die in het oude Griekenland en Rome zijn ontwikkeld. De eerste tweekamerstelsels dateren uit het Europa van de middeleeuwen, waar ze werden geassocieerd met de gescheiden vertegenwoordiging van de verschillende gebieden van de staat of staten.
Het tweekamerstelsel is in de meeste gevallen bedoeld om bevolkingsgroepen apart te vertegenwoordigen. De adel werd vertegenwoordigd in het hogerhuis (eerste kamer), terwijl het volk vertegenwoordigd werd in het lagerhuis (tweede kamer). Tegenwoordig is het in bondsstaten vaak gebruikelijk dat het hogerhuis de unie vertegenwoordigt, waarbij elke staat een even grote vertegenwoordiging heeft, terwijl het lagerhuis de bevolking vertegenwoordigt. Dit systeem werd om deze reden voor het eerst ingevoerd in de Verenigde Staten en was een concessie aan de kleinere staten die bang waren ondergesneeuwd te worden wanneer er alleen een lagerhuis zou zijn.
Historisch kwam het er vaak op neer dat de tweede kamers progressiever waren, tegenover de conservatieve eerste kamers. Dit wordt soms gezien als de motor van de ontwikkeling en de rem op de motor, tegen al te snelle veranderingen. Symbolisch: de jeugd van het volk tegenover de rijpere leeftijd. In sommige landen werd dan ook een hogere leeftijd ingesteld om te kunnen zetelen in de eerste kamer dan in de tweede kamer.
Tegenwoordig hebben de meeste eerste kamers en hogerhuizen een controlerende functie over het werk van de tweede kamers en lagerhuizen. In de meeste gevallen is de eerste kamer dan ook de helft met de minste macht; de Senaat in de Verenigde Staten vormt hierop een uitzondering.

## Voorbeelden
- De Staten-Generaal in Nederland, die bestaan uit de Tweede Kamer en de Eerste Kamer.
- Het Federaal Parlement in België, dat bestaat uit de Kamer van volksvertegenwoordigers en de Senaat.
- De wetgevende macht in Duitsland, die bestaat uit de Bondsdag en de Bondsraad. Hoewel de Bondsraad niet door iedereen als volwaardige parlementaire kamer wordt gezien.
- Het parlement in het Verenigd Koninkrijk, dat bestaat uit het Lagerhuis en het Hogerhuis.
- Het Congres in de Verenigde Staten, dat bestaat uit het Huis van Afgevaardigden en de Senaat.
- Het parlement in Australië, dat bestaat uit het Huis van Afgevaardigden en de Senaat.
- De Oireachtas van Ierland, dat bestaat uit de Dáil Éireann (lagerhuis) en de Seanad Éireann (senaat).
- Het parlement in India, dat bestaat uit de Lok Sabha (lagerhuis) en de Rajya Sabha (Raad van de Staten, senaat).
- Het parlement in Frankrijk, dat bestaat uit de Assemblée Nationale en de Senaat.
- De Rijksdag (Kokkai) in Japan, die bestaat uit het Lagerhuis (Shūgiin) en het Hogerhuis (Sangiin).
- Het Congres van Mexico, dat bestaat uit de Kamer van Afgevaardigden en de Senaat.
- Het Filipijns Congres dat bestaat uit het Huis van Afgevaardigden en de Senaat.
- Het parlement van Polen, dat bestaat uit de Sejm en de Senaat.